# Publicação da teoria de Darwin

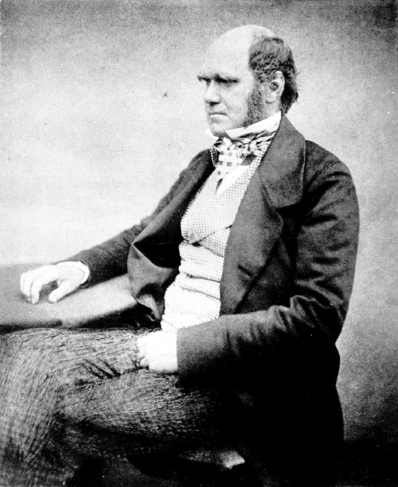
Darwin, tal como fotografado em 1860

A publicação da teoria de Darwin trouxe a público as ideias de Charles Darwin sobre evolução por selecção natural, sendo o culminar de mais de vinte anos de trabalho.
Ideias sobre a possibilidade de transmutação de espécies que ele registrou em 1836 em torno do fim da sua viagem de cinco anos no HMS Beagle foram seguidos após o seu regresso por descobertas e trabalhos que o levaram a conceber a sua teoria em Setembro de 1838. Ele deu prioridade à sua carreira como geólogo cujas observações e teorias suportaram o uniformitarismo de Charles Lyell, e à publicação dos achados da sua viagem tal como um diário da sua viagem, mas ele discutiu a suas ideias evolutivas com vários naturalistas e efectuou pesquisas extensas no seu hobby de trabalho evolutivo.
Ele estava a escrever a sua teoria em 1858 quando recebeu um ensaio de Alfred Russel Wallace que estava em Bornéu, descrevendo uma teoria de selecção natural do próprio Wallace, resultando na imediata publicação conjunta de extractos do ensaio de Darwin de 1844 com o artigo de Wallace como On the Tendency of Species to form Varieties; and on the Perpetuation of Varieties and Species by Natural Means of Selection numa apresentação à Linnean Society of London em 1 de Julho de 1858. Isto atraiu pouca atenção, mas encorajou Darwin a escrever um "resumo" do seu trabalho que foi publicado em 1859 em forma do seu livro A Origem das Espécies.